# È stato così
È stato così è un romanzo breve della scrittrice italiana Natalia Ginzburg, pubblicato per la prima volta da Einaudi nel 1947. L'opera, secondo la testimonianza diretta dell'autrice, fu composta a Torino tra l'ottobre 1946 e il gennaio 1947.

## Trama
In una casa la moglie sprona il marito a dirle la verità, ma lui si rifiuta ridendole in faccia. In risposta, lei prende una pistola dal cassetto e gli spara negli occhi. Quindi esce di casa, entra in un caffè e dopo va al parco. Qui, sedutasi su una panchina, le affiorano i ricordi sul suo passato coniugale.
La protagonista, un’insegnante ventiseienne di cui non si conosce il nome, conosce un uomo quarantenne di nome Alberto. Tra i due sembra nascere l’amore, che culmina con la proposta di matrimonio da parte di lui. Una volta sposati, la moglie lascia il lavoro e la coppia si stanzia nella casa della madre di Alberto, morta prima del matrimonio. La donna nota che il marito si reca spesso «in viaggio» altrove, e in seguito scopre che in realtà egli ha già intrapreso una relazione extraconiugale con una certa Giovanna, moglie e madre. A distanza di tempo la coppia ha una bambina di cui si prende cura solo la madre. Quest’ultima discute col marito, che su insistenza le rivela di conoscere Giovanna da undici anni, dicendogli che non può più vivere con lui. Alberto acconsente promettendole di andarsene a breve. Cogliendo un’occasione in cui è fuori casa, la moglie invita Giovanna, che le conferma la relazione con Alberto. Mentre lui temporeggia ad andarsene, la donna soggiorna a Sanremo con la figlia piccola e la cugina Francesca. Qui la piccola ha un malore e, dopo una terribile notte, muore. Afflitta dalla morte della figlia, la donna torna a casa da Alberto, che la sostiene e si occupa di lei. Tuttavia, quando sta per andare nuovamente da Giovanna, lei prende una pistola e lo uccide sparandogli negli occhi.
Finiti i ricordi, la protagonista prende in considerazione l’idea di andare in questura. Torna invece a casa e scrive una lettera senza destinatario.